# Pulitzer-Preis 1979
Der Pulitzer-Preis 1979 war die 63. Verleihung des US-amerikanischen Literaturpreises. Das „Pulitzer Prize Board“ vergab Preise für Arbeiten, die während des Kalenderjahres 1978 entstanden waren.
Die Jury bestand aus 15 Personen unter dem Vorsitz von Joseph Pulitzer, Jr. (III.)

## Bereich Journalismus(Journalism)
| Kategorie                                                  | Preisträger                                                                   | Begründung |
| ---------------------------------------------------------- | ----------------------------------------------------------------------------- | --- |
| Aktuelle Berichterstattung (Breaking News Reporting)       | San Diego Evening Tribune                                                     | Preis verliehen für ihre Berichterstattung über die Kollision von Pacific-Southwest-Airlines-Flug 182 mit einem Kleinflugzeug über seiner Stadt. |
| Dienst an der Öffentlichkeit (Public Service)              | The Point Reyes Light, eine kalifornische Wochenzeitung                       | Preis verliehen für ihre Untersuchung von Synanon (geschrieben von Richard Ofshe).                                                               |
| Investigativer Journalismus (Investigative Reporting)      | Gilbert M. Gaul und Elliot G. Jaspin vom Pottsville Republican (Pennsylvania) | Preis verliehen für Berichte über die Zerstörung der Blue Coal Company durch Männer mit Verbindungen zur organisierten Kriminalität.             |
| Kritik (Criticism)                                         | Paul Gapp von Chicago Tribune                                                 | Preis verliehen für seine Arbeit als Architekturkritiker.                                                                                        |
| Karikatur (Editorial Cartooning)                           | Herbert Lawrence Block von The Washington Post                                | Preis verliehen für sein Gesamtwerk. |
| Leitartikel (Editorial Writing)                            | Edwin M. Yoder Jr. vom Washington Star                                        | |
| Kommentar (Commentary)                                     | Russell Baker von The New York Times                                          | |
| Auslandsberichterstattung (International Reporting)        | Richard Ben Cramer von The Philadelphia Inquirer                              | Preis verliehen für Berichte aus dem Nahen Osten.                                                                                                |
| Berichterstattung im Inland (National Reporting)           | James Risser vom Des Moines Register                                          | Preis verliehen für eine Serie über Umweltschäden durch die Landwirtschaft.                                                                      |
| Feature Writing (Feature Writing)                          | Jon D. Franklin, Wissenschaftsautor von The Baltimore Evening Sun             | Preis verliehen für einen Bericht über Gehirnoperationen.                                                                                        |
| Aktuelle Fotoberichterstattung (Breaking News Photography) | Thomas J. Kelly III vom Pottstown Mercury (Pennsylvania)                      | Preis verliehen für eine Serie namens Tragedy on Sanatoga Road.                                                                                  |
| Feature-Fotoberichterstattung (Feature Photography)        | Mitarbeiterfotografen der Boston Herald American                              | Preis verliehen für die fotografische Berichterstattung über den Schneesturm von 1978.                                                           |

## Bereich Literatur, Theater und Musik(Books, Drama & Music)
| Kategorie                                                   | Preisträger |
| ----------------------------------------------------------- | --- |
| Geschichte (History)                                        | The Dred Scott Case von Don E. Fehrenbacher (Oxford University Press) |
| Belletristik (Fiction)                                      | The Stories of John Cheever von John Cheever (Alfred A. Knopf) |
| Sachbuch (General Nonfiction)                               | On Human Nature von Edward O. Wilson (Harvard University Press) |
| Musik (Music)                                               | Aftertones of Infinity von Joseph Schwantner (C. F. Peters) Uraufführung durch das American Composers Orchestra am 29. Januar 1979 in der Alice Tully Hall in New York City |
| Dichtung (Poetry)                                           | Now and Then von Robert Penn Warren (Random House) |
| Theater (Drama)                                             | Buried Child von Sam Shepard (Urizen) |
| Biographie oder Autobiographie (Biography or Autobiography) | Days of Sorrow and Pain: Leo Baeck and the Berlin Jews von Leonard Baker (Macmillan Publishers (United States))                                                             |